# Habib Ammar (1936)
Pour les articles homonymes, voir Habib Ammar et Ammar.
Habib Ammar (arabe : الحبيب عمار), né le 25 mai 1936 à Sousse, est un général, diplomate et homme politique tunisien.

## Biographie
Camarade de promotion de Zine el-Abidine Ben Ali à l'École spéciale militaire de Saint-Cyr en 1956, il parachève sa formation militaire aux États-Unis (1969-1970) et en Italie (1974-1977) avant de monter en grade et d'occuper plusieurs postes dans la hiérarchie militaire. Il est successivement attaché militaire à l'ambassade de Tunisie au Maroc, en 1983, puis commandant de la garde nationale, de janvier 1984 à novembre 1987, alors qu'il porte le grade de colonel.
Au lendemain de l'accession de Ben Ali à la magistrature suprême, le 7 novembre 1987, Ammar est nommé ministre de l'Intérieur puis ministre d'État chargé de l'Intérieur. Il quitte le gouvernement en novembre 1988 pour un poste d'ambassadeur en Autriche. Le 25 janvier 1995, il se voit confier le poste de ministre des Communications qu'il garde jusqu'au 20 janvier 1997.
En 1999, le président Ben Ali fait appel à lui pour succéder à Abdelhamid Escheikh, décédé des suites d'une longue maladie, à la tête du comité d'organisation des Jeux méditerranéens de Tunis organisés en 2001. Il est ensuite nommé à la tête de la commission nationale chargée de préparer la seconde phase du Sommet mondial sur la société de l'information organisée à Tunis en 2005.

## Décorations
- Grand cordon de l'ordre de la République tunisienne (21 mars 1996)[2].
- Grand cordon de l'ordre du 7-Novembre (7 novembre 1988)[3].

## Publications
- Parcours d'un soldat : entre le devoir et l'espoir, Tunis, Simpact, 2017, 198 p. (ISBN 978-9973360922)[4]